# Goldbach-Altenbach
Goldbach-Altenbach é uma comuna francesa na região administrativa de Grande Leste, no departamento Alto Reno. Estende-se por uma área de 9,13 km². Em 2010 a comuna tinha 288 habitantes (densidade: 31,5 hab./km²).